# Bornella valdae
Bornella valdae is een slakkensoort uit de familie van de Bornellidae. De wetenschappelijke naam van de soort is voor het eerst geldig gepubliceerd in 2009 door Pola, Rudman & Gosliner.